# Paul Eisner

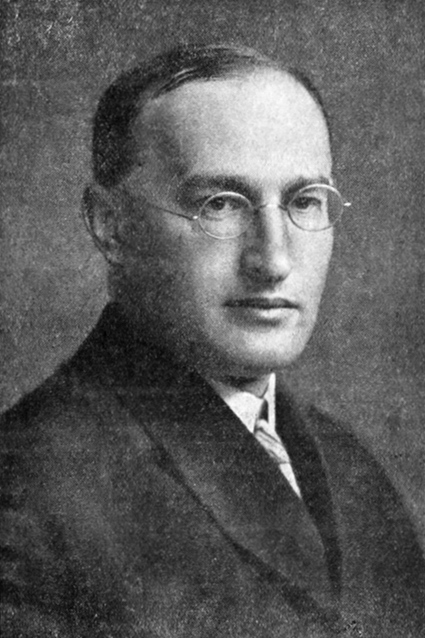
Pavel Eisner (unbekannter Fotograf, 1928)

Paul Eisner (geboren 16. Januar 1889 in Königliche Weinberge, Österreich-Ungarn; gestorben 8. Juli 1958 in Prag) war ein tschechoslowakischer Publizist, Übersetzer und Literaturvermittler.  

## Leben
Paul Eisner war Sohn des jüdischen Kaufmanns Moritz Eisner und seiner Frau Klara. Eisner konvertierte 1918 zum Protestantismus. Er heiratete Margarete Wagner (1888–1955),, sie hatten eine Tochter.    
Eisner besuchte die Realschule und nach einer Ergänzungsmatura am Gymnasium studierte er ab 1910 Slawistik, Romanistik und Germanistik an der Deutschen Universität Prag, wo er im Juli 1918 mit der Dissertation Lessing, Goethe, Schiller in tschechischen Übersetzungen promoviert wurde (ungedruckt). Während seines Studiums war er sowohl mit deutschen als auch tschechischen Literaten in Prag befreundet, darunter Franz Kafka und Max Brod unter den Deutschen und František Xaver Šalda und Otokar Fischer unter den Tschechen. 
Eisner leitete die Übersetzungsabteilung der tschechischen Handels- und Gewerbekammer in Prag und arbeitete auch als Redakteur in deren Mitteilungsblatt. Nach der deutschen Besetzung der Tschechoslowakei im März 1939 wurde er von den Protektoratsbehörden entlassen. In den nächsten sechs Jahren war er wegen seiner jüdischen Herkunft von einer Deportation in die Konzentrationslager bedroht, war aber durch die sogenannte privilegierte Mischehe andererseits geschützt. Seine Freunde versteckten ihn zeitweise im Prager Spital Nemocnice Na Bulovce.   
Eisner schrieb Gedichte, die in Prager Zeitungen, unter anderem im Prager Tagblatt gedruckt wurden. Er publizierte als Literaturkritiker eine Vielzahl von Essays in der Prager Presse. Er gab Anthologien tschechischer und slowakischer Literatur heraus, die er selbst ins Deutsche übersetzt hatte. Er war in der Lage, aus dreizehn europäischen Sprachen ins Tschechische zu übersetzen. Er übersetzte 1931 Jaroslav Křičkas Oper Spuk im Schloss für eine Inszenierung am Neuen deutschen Theater ins Deutsche. Er gilt als der erste Übersetzer von Werken Franz Kafkas ins Tschechische. Unter den ins Tschechische übersetzten deutschsprachigen Autoren sind Alfred Döblin, Louis Fürnberg, Grimmelshausen, Gerhart Hauptmann, Heinrich Heine, Heinrich von Kleist, Thomas Mann, Friedrich Schiller, Theodor Storm, Richard Wagner und Franz Werfel. Er arbeitete mit an einem deutsch-tschechischen Handwörterbuch. 
Die Universität Neapel ernannte ihn 1946 zum Ehrenprofessor.

## Schriften (Auswahl)
- Na skále: dvanáct zastavení Máchovských. Prag : Karel Voleský, 1945
- Marie-Odile Thirouin (Hrsg.): Briefwechsel. Rudolf Pannwitz/Otokar Fischer/Paul Eisner. In Verbindung mit dem Deutschen Literaturarchiv Marbach und dem Památník Národního Písemnictví (Prag). Stuttgart : Cotta, 2002  ISBN 978-3-7681-9810-3
- Deutsche und Čechen, in: Slawische Rundschau 4 (1929), S. 334f.
- Franz Kafka and Prague. New York, 1950

Herausgaben und Übersetzungen ins Deutsche
- Volkslieder der Slawen. Leipzig, 1926
- Die Tschechen : Eine Anthologie aus fünf Jahrhunderten. München : R. Piper, 1928
- Landsleute. Deutsche Prosa aus der Tschechoslowakei von Adalbert Stifter bis Franz Werfel. Prag : Staatliche Verlagsanstalt, 1930
- Prag in der deutschen Dichtung. Prag : Staatliche Verlagsanstalt, 1932
- František Halas: Die alten Frauen. Prag : Fr. Borový, 1936
- Emanuel Lešehrad: Zwei kosmische Dichtungen. Prag : Orbis, 1936
- František Pala (Hrsg.): Josef Bohuslav Foerster. Der Pilger : Erinnerungen eines Musikers. Einleitende Studie. Prag : Artia, 1955
- Das Vöglein Glück und viele andere tschechische Märchen. Illustrationen Otto Schubert. Ost-Berlin : Altberliner Verlag, 1955
- Ladislav Šip: Zur Geschichte der tschechischen und slowakischen Musik. Prag : Orbis, 1959

Übersetzungen ins Tschechische
- Franz Kafka: Proces. Prag, 1958